# Clima de muntanya

Mapa de climes mundials, en marró el clima de muntanya

El clima de muntanya, clima d'alta muntanya o clima alpí és un tipus de clima de caràcter azonal, és a dir, present en qualsevol latitud en llocs amb una altitud notablement superior al territori que l'envolta. El clima alpí correspon a les característiques climàtiques dels territoris situats per sobre de la línia superior de vegetació arbòria.
A la península Ibèrica es considera a partir de 600 o 800 metres que comença la muntanya mitjana i a partir de 1500 l'alta muntanya encara que el límit on creixen els arbres se situa a uns 2200 metres.
En general la taxa adiabàtica de l'aire, que tendeix a expandir-se i disminuir la seva temperatura amb l'increment de l'altitud, explica la baixada de les temperatures.
A latituds mitjanes es considera alta muntanya a partir d'una altitud entre 1.200 i 2000 m. En general l'alta muntanya comença allà on ja no es pot practicar l'agricultura (per manca de calor estival)i on no hi ha hàbitats humans permanents.
D'altra banda es correspon també amb determinats llocs on, per mantenir-se la neu a terra des de finals de tardor i tot l'hivern s'hi han pogut instal·lar estacions i pistes d'esquí.
Les muntanyes Rocoses, els Andes, L'Himàlaia, l'altiplà del Tibet, els altiplans de l'est d'Àfrica, i les parts centrals de Borneo i de Nova Guinea són importants zones amb clima d'alta muntanya.
En cadascuna de les zones climàtiques mundials, els règims tèrmics i pluviomètrics del medi muntanyenc són pròxims al de les planes veïnes, però les temperatures són més baixes, i les precipitacions augmenten, com a mínim, fins a una determinada altitud. L'exposició i el relleu aporten canvis importants.
La pressió atmosfèrica i la densitat de l'aire disminueixen amb l'altitud seguint una funció logarítmica, ja que l'aire tendeix a ser més dens prop de la superfície de la Terra. La radiació solar que arriba sobre una superfície és més important a la muntanya que a la plana a la mateixa latitud, perquè hi ha menys absorció: cap als 3.000 m, a les latituds mitjanes, aquesta radiació és equivalent a la que arriba a un lloc baix i pla de l'equador de la Terra.

## Descens de temperatures
La temperatura disminueix amb l'altitud perquè la rarefacció de l'aire limita l'absorció de les radiacions solars (hi ha menys aire per a transformar l'energia electromagnètica del sol en calor). El gradient tèrmic mitjana és del voltant 0,6 °C per cada 100 m. La temperatura varia d'un valor al voltant d'1 °C per cada 100 m, quan la humitat relativa de l'aire és inferior al 100% (aire sec), a un valor aproximat de 0,5 °C per cada 100 m, quan l'aire està saturat.
Les muntanyes són illes de fred, tant en les mitjanes com en les latituds baixes. La isoterma anual de 0 °C es troba cap als 600 m sobre el nivell del mar en el cercle polar àrtic, entre 2. 700 m i 3.000 m en les latituds mitjanes, i cap a 5.000 m a l'equador. Però els efectes del fred sobre cadascuna d'aquestes zones no són completament comparables perquè els règims diaris són diferents.
A l'estiu de les latituds mitjanes, les temperatures són suaus o càlides durant el dia, fresques durant la nit. A l'hivern és molt més fred i les amplituds diàries són molt més febles. Per sobre dels 2.000 m, el medi és poc adequat per l'home i en general es reserven per als esports d'hivern. Per exemple, a la vall de l'Arve, a Chamonix-Mont-Blanc (1.037 m d'altitud), la mitjana de gener és de -5,8 °C i el nombre mitjà de dies amb glaçada és de 187; a Sonnblick (Alps austríacs), a 3 326 m, la mitjana de febrer és de -13,5 °C i el nombre de dies de glaçades, és superior a 300.
En les latituds tropicals, les amplituds anuals (ATA) són menys fortes que les amplituds diàries (ATD): tot l'any, els dies són càlids i les nits fresques. Les muntanyes d'altitud mitjana són illots de frescor i sovint han estat escollits com a lloc de residència pels colonitzadors europeus (Nairobi a Kenya, Darjeeling a l'Índia...).
En canvi en les altes latituds les muntanyes són permanentment regions fredes.

## Els vessants
La influència de l'exposició a la radiació solar i la importància del relleu donen grans canvis sobretot en les latituds mitjanes. En les zones intertropicals, els contrastos entre vessants són més febles, ja que els raigs solars són pròxims a la vertical. Cap a l'equador les glaceres tendeixen a mantenir-se en els vessants nord i sud.

## Efecte dels vents
De manera ocasional un flux d'aire forçat a franquejar una barrera muntanyosa pot ser l'origen d'un efecte Foehn a l'altre costat de la muntanya si descendeix una vegada ha passat la barrera. Es comprimeix, s'escalfa i s'allunya del punt de saturació (punt de rosada), i esdevé un vent sec i calent, bufant en ràfegues violentes: com passa amb el vent chinook, en les muntanyes Rocoses septentrionals o del vent foehn, en els Alps del nord.
En la zona intertropical humida, quan el flux dels vents alisis o del monsó troben les barreres muntanyoses, les precipitacions augmenten considerablement: Cherrapunji (Índia), en els contraforts de l'Assam, amb els seus 11 metres (11.000 litres) de precipitacions anuals n'és el millor exemple. Hi ha exemples d'un gran contrast de les precipitacions segons el vessant (fins a 5 vegades de diferència) a: Les Antilles, Illa de Réunion, Madagascar, Filipines i Hawaii).

## El clima d'abric
A l'interior, o pròxim als massissos muntanyosos, les valls i conques abrigades són sotmeses a un clima més sec i més continental que l'avant-país exposat als vents dominants.

## Les inversions tèrmiques
A les valls, les cubetes i les conques intramontanes, en temps anticiclònic, les brises tèrmiques són corrents. En les regions on aquests tipus de temps són freqüents, les inversions tèrmiques (aire més fred en les parts baixes) influeixen sobre la mitjana de les temperatures. A l'hivern, són responsables d'una acumulació d'aire fred, sobretot quan l'evacuació d'aquesta és difícil. Per exemple, a Clarmont d'Alvèrnia (329 m d'altitud), la temperatura mínima mitjana de gener és de -2,8 °C mentre que a alguns quilòmetres d'allà, al cim del Puy de Dôme (1465 m), és de -2,5 °C. Les inversions tèrmiques apareixen a escales espacials diferents, des de les petites cubetes fins a les grans conques intramontanes.

## Una continentalitat incrementada
En les regions temperades, les valls o les cubetes abrigades dels vents dominants per les muntanyes són sotmeses a un clima clarament més continental que les planes no abrigades o els vessants exposats. Els hiverns són més freds i més secs que en les zones no abrigades, i els estius són més càlids amb els oratges més freqüents que no compensen sempre la secada hivernal.

## Precipitacions i humitat
A la muntanya, les precipitacions augmenten en freqüència i en intensitat. En efecte, els relleus imposen una ascendència de les masses d'aire que es tradueixen en un refredament, per la condensació del vapor d'aigua i per la creació de núvols.

## El gradient pluviomètric
Força menys regular que el gradient tèrmic, el gradient pluviomètric fluctua sensiblement amb l'exposició dels vessants en relació als fluxos humits. En els Alps del Nord per exemple, varia de 50 a 200 mm per cada 100 m. Aquest augment segueix fins a arribar a un òptim pluviomètric que varia en funció de la natura de les masses d'aire i de les pertorbacions: Als Alps del Nord, l'altitud d'aquest òptim es troba entre 2.700 i 3.000 m mentre que es converteix en 3.500 m en els flancs del Kilimanjaro (Tanzània).

## Humitat de l'aire
El contingut en vapor d'aigua disminueix ràpidament amb l'altitud: a 3 000 m, la humitat absoluta és de mitjana tres vegades més feble que a nivell de mar. El punt de rosada que depèn de la temperatura de l'aire, en l'alta muntanya, la humitat relativa pot passar d'un valor fort (més de 90%), a la fi de la nit, quan l'aire és fred, a un valor més feble (menys de 20%), al migdia quan la temperatura és més elevada.

## La neu
La proporció de les precipitacions de neu augmenta amb l'altitud. En els vessants ben exposats, l'alçada acumulada de les caigudes de neu és important (10 m en la vall de Chamonix). El gruix de neu representa al voltant de la desena part en aigua líquida. La capa de neu intensifica la reflexió dels raigs solars, les temperatures són doncs més baixes. Els anticiclons tèrmics es posen al lloc i donen un temps sec i fred. El manteniment de la capa de neu és funció de la massa de neu i de la temperatura de l'aire.
A l'alta muntanya, la innivació dura diversos mesos. Esdevé permanent al voltant de 1.000 m a la latitud del cercle polar, de
 2.000 m a uns 4.000 m a les latituds mitjanes (45° N). Sota les latituds intertropicals, el llindar se situa a uns 5.000 m a l'equador (Kilimanjaro) i de 6.000 m en els tròpics (Andes), més secs.
A les latituds mitjanes, l'exposició té un paper important en la fosa de la neu. Diferències d'uns quants centenars de metres en el nivell inferior de la neu són habituals entre els vessants ben assolellats i els vessants que resten a l'ombra durant gran part del dia.